# Тополя канадська (Одеса, вул. Дюківська, 12)
Топо́ля кана́дська  — ботанічна пам'ятка природи місцевого значення в Україні. Об'єкт розташований на території міста Одеси, вул. Дюківська, 12. 
Площа — 0,015 га. Статус отриманий у 1983 році. Перебуває у віданні комунального підприємства «Міськзелентрест». 
Статус надано для збереження одного екземпляра екзотичного дерева — тополі канадської (Populus canadensis).